# 尼尔吉里丘陵
尼尔吉里丘陵（英語：Nilgiri Mountains，國際音標：[n̪iːlɐɡiɾi]）位于泰米尔纳德邦，北边与西高止山脉相连。最高峰是Doddabetta峰，海拔2637米。“尼尔吉里”是“青山”的意思，来自梵文的nīla“藍色”和giri“山”。
在尼尔吉里丘陵上种茶、桉树和温带地区的蔬菜。茶园集中在海拔1000米到2500米之间的地带。